# توفيق عكاشة
توفيق عكاشة (24 يناير 1967)، إعلامي منذ عام 1991م، وصحفي وسياسي مصري وهو رئيس مجلس إدارة قناة الفراعين، وأحد مؤسسي حزب مصر القومي الذي تأسس عقب ثورة مصر 2011. ونائب في البرلمان المصري لدورتين في عام 2010 وعام 2015 ، واسقطت عضويته في البرلمان عام 2016 بسبب التطبيع مع اسرائيل. حكم بالسجن مرتين الأولى لمدة 6 أشهر عام 2012 لقذفه والدة خالد سعيد ، والثانية لتزويره شهادة دكتوراه قاد قطعان من الحمير معدومي الثقافة و من فلول الحزب الوطني المنحل عبر برنامجه الإذاعي لعمل ثورة مضادة ضد أول رئيس مدني منتخب

## العمل السياسي
أصبح نائبًا عن دائرة نبروه بعد فوزه في انتخابات مجلس الشعب المصري 2010 ممثلاً للحزب الوطني الديموقراطي بعد انسحاب المرشح الوفدي فؤاد بدراوي. ثم اشترك في تأسيس حزب مصر القومي عقب ثورة 25 يناير وأعلن خوضه الانتخابات الرئاسية لعام 2012 إلا أنه عدل عن موقفه وعاد للترشح لمجلس الشعب عن دائرة نبروه رئيسًا لقائمة حزب مصر القومي، إلا أنه لم يفز بمقعد في البرلمان.
وفي انتخابات مجلس النواب عام 2015، ترشح مستقلًا وفاز بمقعد عن الدائرة الرابعة مركزا طلخا ونبروه  بمحافظة الدقهلية. وجّه له مجلس النواب تهمة التطبيع مع إسرائيل على خلفية لقائه السفير الإسرائيلي بمصر في منزله، وقد تلقى إهانة في المجلس من النائب كمال أحمد عندما ضربه بحذائه لهذا السبب .
وفي إثر ذلك اتخذ المجلس الإجراءات اللازمة لإسقاط عضويته، فأسفر التصويت عن موافقة أكثر من ثلثي أعضاء المجلس على إسقاط العضوية في 2 مارس 2016.

## العمل الإعلامي
حكم عليه بالسجن لمدة ستة أشهر في يوم 15 مارس 2012م لإدانته بسب وقذف ليلى مرزوق والدة الشاب خالد سعيد الذي وصف ابنها الراحل بأنه «يُدخن البانجو» 
ولقد أغلقت قناة الفراعين يوم الخميس الموافق 9 أغسطس 2012 بسبب توجيه إنذار لها بسحب ترخيصها إذا استمرت تجاوزاتها، وذلك بعد ما يعتبره البعض تهديدات قد وجهها على الهواء مباشرة رئيس القناة، توفيق عكاشة إلى الرئيس المصري محمد مرسي، وعرض التلفزيون المصري لقطتي فيديو من البرنامج الذي يقدمه توفيق عكاشة مالك قناة «الفراعين» (مصر اليوم)، في الأولى يعلن ما يعتبره البعض «استحلال دم الرئيس مرسي» وينذره بأن معه «رجالاً ووحوشاً وأسوداً». وفي اللقطة الثانية يحذر «الشعب الإسرائيلي» من نتائج تولي مرسي للرئاسة وأنه سيكون خطراً على إسرائيل.
وقد عاد توفيق عكاشة على الهواء مباشرةً يوم الأحد الموافق 23 ديسمبر 2012 في برنامجه (مصر اليوم) على قناة تايم دراما المصرية، ولكن بعد بث أول حلقتين فقط، صرحت القناة بأنه قد تم فسخ العقد بينها وبين توفيق عكاشة في بيان لها «لما من كلامه ما يسبب الفتن، وحفاظاً على الوطن، وحقناً لدماء المواطنين، قررت إدارة القناة فسخ العقد مع المدعو توفيق عكاشة» ولكن عاد توفيق عكاشة على قناة كايرو سينما يوم الأحد الموافق 30 ديسمبر 2012 ونفى تصريح تايم دراما وجاء ببيان من فريق عمل البرنامج يقول فيه:«فريق عمل البرنامج برئاسة الإعلامي الدكتور توفيق عكاشة، أجمع على توقف عرضه على القناة، وذلك حفاظًا على المهنية واحترام المشاهد، وعدم استغلال الشعبية الجارفة للبرنامج ومقدمه، وكذلك ابتزاز المشاهدين وإرهاقهم، بسيل كبير من الإعلانات ووسائل الدعاية، خاصة أن إدارة قناة» تايم دراما«أخلت باتفاقها فيما يتعلق بخريطة الإعلانات، ومواعيد إذاعتها قبل وفي أثناء الحلقات، حيث كان متفقًا على أن يسبق الحلقة إعلانات لا تزيد على نصف ساعة، وفي داخلها نصف ساعة مقسمة على فاصلين بمعدل ربع ساعة للفاصل الأول ومثله للفاصل الثاني».
«ولكن في أثناء إذاعة الحلقة الثانية لم تلتزم القناة بهذا الاتفاق، حيث أذاعت كمًا كبيرًا من الإعلانات قبل الحلقة، وأذاعت 55 دقيقة إعلانية في الفاصل الأول، ثم 55 دقيقة أخرى في الفاصل الثاني، بجانب 40 دقيقة إعلانات في الفاصل الثالث، كما أنهم قاموا بقطع حديث مقدم البرنامج وسط الحلقة لإذاعة إعلانات دون الرجوع إليه بما يخل بسير الحديث، ويتسبب في تشتيت المشاهد، وفك ترابط الحلقة المرتبطة في موضوعاتها المهمة».
ولذلك أعلن فريق العمل قرارهم بوقف إذاعة البرنامج لدى قناة "تايم دراما" التزامًا بالمهنية، واحترامًا للكثير من الاتصالات التي تلقاها فريق العمل، والتي اشتكت من طول فترة الإعلانات، وعدم القدرة على الاستفادة من البرنامج وتشتيتهم، وسوف يعلن فريق عمل البرنامج قريبًا جدًا عن وجهته القادمة والمحطة البديلة التي سيتم من خلالها بث برنامج "مصر اليوم" عليها وكذلك ترددها ومواعيد إذاعة الحلقات ".
ثم ظهر توفيق عكاشة على قناة كايرو سينما حتى تمت إعادة بث قناة الفراعين.
عادت قناة الفراعين للبث مرة أخرى اليوم الموافق 9 مارس 2013 بعد توقف دام سبعة أشهر. وبعد إسقاط عضويته من مجلس النواب المصري يوم 2 مارس 2016، قام توفيق عكاشة بتقديم بيان على قناته يعلن فيه توقف قناة الفراعين عن البث نهائيا وحلها بقرار من مجلس إدارة القناة.
وعاد توفيق عكاشة للعمل الإعلامي مرة أخرى عبر قناة الحياة في 2018..

## سجنه بسبب التزوير
في العاشر من أيار/مايو قضت محكمة مصرية بحبس توفيق عكاشة لمدة عام، وكفالة مالية قدرها 5 آلاف جنيه بتهمة تزوير شهادة دكتوراه قدمها ضمن أوراق ترشحه لمجلس النواب. وكان أحد المحامين قد تقدم ببلاغ للنائب العام المستشار نبيل صادق يتهم فيه عكاشة بتزوير شهادة الدكتوراه التي قدمها لنيل عضويته في البرلمان، حيث أفاد مقدم البلاغ أنه بالبحث في مجال الجامعات المقيدة والموجودة بالولايات المتحدة أو خارجها اتضح عدم وجود جامعة بهذا الاسم، وعلى هذا الأساس فإن ما تقدم به توفيق عكاشة إلى لجنة تلقّي طلبات الترشح ولمجلس النواب هي شهادة مزورة تم تقديمها لجهة رسمية حكومية.

### إيقافه مجددا
قالت وسائل إعلام مصرية الثلاثاء 4 يناير 2022 أن الأجهزة الأمنية ألقت القبض على الإعلامي توفيق عكاشة، داخل مطار القاهرة الدولي على خلفية تنفيذ أحكام في قضايا سب وقذف، وقضايا نفقة وخلافات أخرى سابقة. لكن ٱخلي سبيله لاحقا من سرايا نيابة مدينة نصر بعد تقديم دفاعه معارضة على الأحكام الصادرة ضده. كما كشفت مصادر مطلعة لموقع «القاهرة 24» صدور أحكام نهائية ضد توفيق عكاشة في قضايا نفقة وسب وقذف من بينها 900 ألف جنيه متجمدات نفقة، وتغريمه 120 ألف جنيه لعدم دفع النفقة، و4 أحكام عن متجمدات النفقة، وحكم نهائي بالحبس سنة في قضية سب وقذف.